# World Record (album de Van der Graaf Generator)
Pour les articles homonymes, voir World Record.
Albums de Van der Graaf Generator
Still Life
(1976) The Quiet Zone/The Pleasure Dome
(1977)
World Record est le septième album du groupe de rock progressif britannique Van der Graaf Generator, sorti fin 1976.
C'est le dernier album réalisé par la formation « classique » du groupe, composée de Hammill, Evans, Banton et Jackson : les deux derniers quittent le groupe après sa sortie et sont remplacés par le bassiste Nic Potter et le violoniste Graham Smith. Le quatuor « classique » se reforme en 2005 pour l'album Present.
Meurglys III est le nom de la guitare de Peter Hammill, une Guild M-75 Bluesbird ; avant elle, Hammill avait joué sur une Hagström (Meurglys I), puis une Vox couverte de fourrure (Meurglys II). Meurglys (ou Murgleis) est le nom de l'épée de Ganelon dans la Chanson de Roland, sujet d'une autre chanson de Van der Graaf Generator (Roncevaux, parue sur Time Vaults).

## Titres
Toutes les chansons sont de Peter Hammill, sauf indication contraire.

### Face 1
1. When She Comes – 8:02
2. A Place to Survive – 10:05
3. Masks – 7:01

### Face 2
1. Meurglys III (The Songwriter's Guild) – 20:50
2. Wondering (Hugh Banton, Peter Hammill) – 7:23

### Titres bonus
L'album a été réédité en 2005 avec deux titres bonus, enregistrés le 11 novembre 1976 lors de l'émission de BBC Radio One The John Peel Show.
1. When She Comes – 8:13
2. Masks – 7:23

## Musiciens
- Peter Hammill : chant, guitare, piano
- Hugh Banton : orgue, Mellotron, pédales basse
- David Jackson : saxophone, flûte
- Guy Evans : batterie, percussions